# طن

لافتة مرورية تُبين الوزن الأقصى المسموح به على طريق

الطن أو الميغاغرام هو وحدة قياس تعادل 1,000 كيلوغرام. وله تاريخ طويل، كما أنه اكتسب عددًا من المعاني والاستخدامات على مدار السنين. ويُستخدم الطن بشكل أساسي كوحدة لقياس الكتلة وكذلك كوحدة للحجم. كما يمكن استخدامه كمقياس للطاقة ولتصنيف الشاحنات وكذلك كمصطلح عامي.
وهو مشتق من كلمة تن وهو مصطلح يُطلق على برميل كبير الحجم. ويمكن أن يحتوي هذا البرميل على مقدار يتراوح بين 210 و256 غالونًا (من 800 إلى 1000 لتر)، وهو ما قد يزن حوالي 2000 رطل (900 كجم) ويشغل مساحة تبلغ 60 قدمًا مكعبة (1.7 متر مكعب) تقريبًا.
ويُعرف الطن في المملكة المتحدة بأنه يساوي 2240 رطلاً (1016 كجم) (رطل أفوارديبوا). ومنذ عام 1965، عكفت المملكة المتحدة على وضع برنامج التحول إلى النظام المتري وأدخلت الوحدات المترية تدريجيًا، بما في ذلك الطن (tonne) (الطن المتري)، وهو وحدة قياس مترية لا تتبع نظام الوحدات الدولي وتُعرف بأنها تعادل 1000 كجم. ويُذكر أن قانون الأوزان والمقاييس لعام 1985 المعمول به في المملكة المتحدة قد استثنى صراحةً من الاستخدام في مجال التجارة العديد من الوحدات والمصطلحات، بما في ذلك الطن "ton" ومصطلح «الطن المتري» "metric ton" للإشارة إلى الطن "tonne".
وفي الولايات المتحدة وكندا يُعرف الطن بأنه يعادل 2000 رطل (907 كجم).
وحيث إنه من الممكن أن يحدث خلط بين المصطلحات، فإن الطن الذي يعادل 2240 رطلاً يطلق عليه «طن إنجليزي» (أو طن كبير) (long ton) والطن الذي يعادل 2000 رطل يُطلق عليه «طن أمريكي» (أو طن صغير) (short ton)؛ ويتميز «الطن» (tonne) بهجائه المختلف باللغة الإنجليزية عن الطن (ton) إلا أنه عادةً ما ينطق بنفس الطريقة، ومن ثم فإن المصطلح الأمريكي هو «الطن المتري». في المملكة المتحدة، يُنطق حرف 'e' الأخير في كلمة «طن» "tonne" فتُنطق «طني» (/ˈtʌnɪ/)، أو «طن متري» "metric ton" عندما يكون من الضروري توضيح الفرق.
يجب استخدام المصطلح الصحيح في السياقات التي تتطلب الدقة، إلا أن هذا أمر غير ضروري في العديد من الأغراض: فالفرق بين الطن المتري والطن الإنجليزي هو 1.6% فقط، والطن الأمريكي يقع ضمن نطاق 11% من كليهما. ويعد الطن أثقل وحدة لقياس الأوزان يُشار إليها في اللغة العامية.
ويُستخدم مصطلح «طن» أيضًا للإشارة إلى عدد من وحدات قياس الحجم التي تتراوح سعتها من 35 إلى 100 قدم مكعبة.
كما يمكن استخدامه كوحدة لقياس الطاقة، ويتم التعبير عنها بما يعادل الفحم المحترق أو مادة تي إن تي (TNT) المنفجرة، أو الثلج الذائب في مجال التبريد.
في بريطانيا، يُستخدم الطن باللغة العامية في العديد من السياقات بمعنى "100". وفي سياق الحديث عن التكلفة أو السرعة، يُفسر مصطلح «الطن» بشكل شائع على أنه 100 جنيه إسترليني أو 100 ميل في الساعة.